# بوستان جنگلی خلیل‌آباد
بوستان جنگلی خلیل‌آباد نام بوستان جنگلی در شمال شهر خلیل‌آباد، استان خراسان رضوی است که با ۲۰ هکتار دارای درختانی چون کاج، افرا، اقاقیا، سروناز، سرو سیمین و سپیدار است.